# Archiwum Skarbowe
Archiwum Skarbowe w Warszawie – archiwum państwowe w Warszawie założone 2 lipca 1871 r. jako Archiwum Akt Dawnych byłego Zarządu Finansowego Królestwa Polskiego (później utrwaliła się nazwa „Archiwum Skarbowe”). Archiwum powstało w celu przechowywania akt po zlikwidowanej w 1867 r. Komisji Rządowej Przychodów i Skarbu Królestwa Polskiego, która już wcześniej przechowywała akta skarbowe z okresu Księstwa Warszawskiego oraz z okresu staropolskiego. 
Po I wojnie światowej archiwum weszło do polskiej sieci archiwalnej. W czasie powstania warszawskiego w 1944 r. zasób archiwum spłonął.

## Zasób archiwum
Zgodnie ze sprawozdaniem ówczesnego dyrektora archiwum Wacława Granicznego instytucja ta gromadziła 1 stycznia 1927 r. około 350 000 woluminów oraz 39 348 map i planów. Wydzielił on siedemnaście głównych części składowych zasobu archiwum. Były to:
- akta Komisji Skarbu Koronnego,
- akta Komisji Rządowej Przychodów i Skarbu
- akta Komisji Centralnej Likwidacyjnej i Sekcji Długów Księstwa Warszawskiego,
- akta Departamentu Górniczego Królestwa Polskiego,
- akta Komisji Emerytalnej Królestwa Polskiego,
- akta Izby Skarbowej Warszawskiej,
- akta Prokuratorii Generalnej Królestwa Polskiego,
- akta Zarządów Dóbr Państwowych w guberniach: kaliskiej, piotrkowskiej, płockiej i warszawskiej,
- akta Izby Obrachunkowej Warszawskiej
- akta kancelarii Generała-Gubernatora Warszawskiego (część),
- akta Warszawskiej Gubernialnej Komisji Włościańskiej,
- akta Banku Włościańskiego,
- akta Urzędów Komisarzy Włościańskich Królestwa Polskiego,
- akta Płockiej Gubernialnej Komisji Włościańskiej,
- akta Mennicy Warszawskiej,
- akta kancelarii sekretarza Komitetu Urządzającego w Królestwie Polskim do spraw finansowych, senatora i rzeczywistego radcy stanu Władimira Markusa,
- akta Wydziału Ziemskiego Ministerstwo Spraw Wewnętrznych w Petersburgu[3].